# William Costello

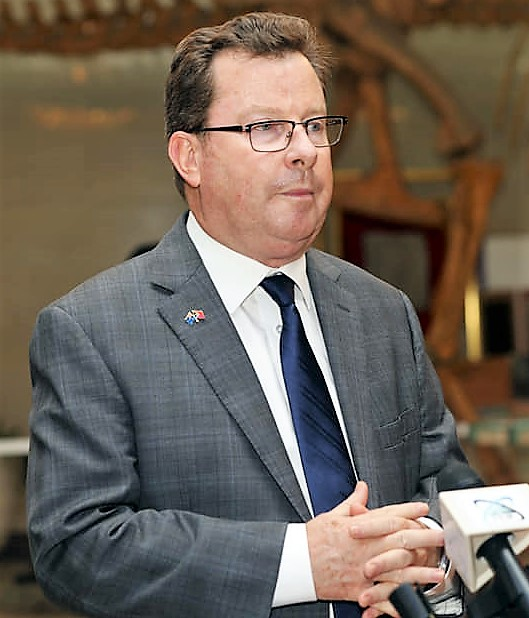
William Costello (2022)

William Costello ist ein australischer Diplomat.
Costello hat einen Master of Public Policy von der Australian National University und einen Bachelor of Applied Science vom Canberra College of Advanced Education.
Für das australische Außenministerium  war er in Washington, Port Moresby, Manila und Phnom Penh tätig. Im Ministerium in Canberra arbeitete er in verschiedenen leitenden Positionen. Bis 2021 war er stellvertretender Sekretär für Arbeitsmobilität und Wirtschaftswachstum im Pazifikbüro. Am 20. Dezember 2021 wurde Costello zum neuen australischen Botschafter in Osttimor ernannt. Seine Akkreditierung übergab er am 25. Februar 2022.